# Mohammed Ali al-Houthi
Mohammed Ali al-Houthi (arabe : محمد علي الحوثي), né en 1979 à Sa'dah, est un homme d'État yéménite, président du Comité révolutionnaire depuis 2015 et chef de l'État de facto dans les territoires tenus par les Houthis de 2015 à 2016.

## Biographie
Cousin d'Abdul-Malik al-Houthi, chef de la milice des Houthis, il est proclamé chef de l'État du Yémen et président du Comité révolutionnaire le 6 février 2015 après la démission du président Abdrabbo Mansour Hadi. Mohammed Ali al-Houthi est par ailleurs un ancien prisonnier politique.
Finalement, Abdrabbo Mansour Hadi retire sa démission. Mohammed Ali al-Houthi n'est en outre pas reconnu comme chef d'État internationalement et nationalement, et même au Yémen, il ne gouverne que les territoires sous le contrôle de la milice de son cousin.
Il est blessé lors de l'opération Tempête décisive.
Le 26 juillet 2015, il annonce la poursuite des tractations pour la formation d'un Conseil présidentiel et d'un gouvernement d'union nationale.
Le 14 août 2016, Saleh Ali al-Sammad lui succède à la tête de l'État houthiste. Cependant, le Comité révolutionnaire conserve l'essentiel des pouvoirs sur les zones que les Houthis contrôlent.
Le 14 mars 2019, il devient membre du Conseil politique suprême.
En 2022, il déclare que « l’Ukraine est en guerre parce qu’elle est dirigée par un juif ».